# ويليام هاريغان
ويليام هاريغان (بالإنجليزية: William Harrigan)‏ هو ممثل أمريكي، ولد في 27 مارس 1894 في نيويورك في الولايات المتحدة، وتوفي في 1 فبراير 1966.

## أعمال

### أفلام
- (1947) ابنة المزارع

## وصلات خارجية
- ويليام هاريغان على موقع IMDb (الإنجليزية)
- ويليام هاريغان على موقع ألو سيني (الفرنسية)
- ويليام هاريغان على موقع أول موفي (الإنجليزية)
- ويليام هاريغان على موقع قاعدة بيانات برودواي على الإنترنت (الإنجليزية)
- ويليام هاريغان على موقع قاعدة بيانات برودواي على الإنترنت (الإنجليزية)
- ويليام هاريغان على موقع قاعدة بيانات الأفلام السويدية (السويدية)
- ويليام هاريغان على موقع قاعدة بيانات الفيلم (الإنجليزية)
- ويليام هاريغان على موقع كينوبويسك (الروسية)